# Pirosfarkú amazon
A pirosfarkú amazon (Amazona brasiliensis), korábban vörösfarkú amazon, a madarak osztályának papagájalakúak (Psittaciformes)  rendjébe és a papagájfélék (Psittacidae) családjába és az araformák (Arinae) alcsaládjába tartozó faj.

## Előfordulása
Brazília területén honos. Megtalálható partmenti mangroveerdőkben.

## Megjelenése
Testhossza 37 centiméter, testsúlya 430 gramm. Teste sötétzöld tollazatú, farkán található egy vörös „szalag”. Homloka piros, arca, álla, fülfedőtollai és torka lilás-kék.

## Életmódja
Nappal reggeltől sötétedésig aktív. Tápláléka elsősorban gyümölcsökből áll, de eszik leveleket, rügyeket, nektárt, magokat, rovarokat és virágokat is.

## Szaporodása
Párzási időszaka szeptembertől februárig tart. Fészkét faodúba építi. Fészekalja 4 tojásból áll. 27–28 napon keresztül költ, a fiókák 50–55 nap után hagyják el a fészket.